# Ford E83W
Le Fordson E83W, également vendu à partir de 1952 sous la marque Ford Thames sous le nom Thames E83W, était un véhicule utilitaire léger de 500 kg de charge utile, assemblé par Ford of Britain dans l'usine de Dagenham, de 1938 à 1957. La fourgonnette a été vendue en Australie sous le nom de Ford Ten-Ten. Dans certains pays, seule la version «châssis cabine» était importée puis habillée par des carrossiers locaux.
Lancé en mars 1938 sous la marque Fordson, comme tous les véhicules utilitaires et camions Ford au Royaume-Uni, il sera badgé Thames à partir de 1952.
Le Fordson E83W était destiné aux petits transports, au commerçants et aux artisans, secteurs dans lesquels Fordson a réalisé l'essentiel de ses ventes. Pendant et après la Seconde Guerre mondiale, de nombreuses variantes ont été construites sur le châssis E83W par des carrossiers spécialisés. Une version break a également été commercialisée mais n'a pas rencontré de succès. Son principal concurrent était les modèles Bedford HC et JC produits par la filiale britannique de General Motors.
Le Fordson E83W était propulsé par le moteur Ford de 1.172 cm3 développant 30 ch, à soupapes latérales avec une boîte de vitesses à 3 rapports, fortement démultipliée sur l'essieu arrière. Cela a rendu le Fordson beaucoup plus lent que les berlines. La vitesse de pointe ne dépassait pas 40 mph. Hormis le moteur de 30 ch, la E83W partage peu de pièces avec les autres petites Ford, ce qui rend les pièces de rechange un peu plus difficiles à obtenir. Les essieux avant et arrière sont beaucoup plus lourds que les composants de la berline et de la fourgonnette 5cwt, et partagent certaines pièces telles que les roulements et autres composants internes avec les modèles Ford V8 contemporains (modèles 62 et E71A Pilot). Les phares étaient partagés avec le tracteur E27N , pour lequel ils n'étaient qu'une option supplémentaire.
Le nom du modèle peut être décomposé en :
- E pour construction anglaise England,
- 8 année modèle : 1938,
- 3 code du moteur : 1 = V8 3,6 L / 2 = V8 3,9 L / 3 = 4 cylindres 30 ch
- W cabine semi avancée.

Le Fordson E83W dérivait de la voiture  . Il lui empruntait toute la partie mécanique, moteur et boîte de vitesses. Par contre, le châssis et la carrosserie étaient nouveaux. Vu l'implantation du moteur, la cabine était plutôt accueillante pour le conducteur. Le passager ne disposant quasiment d'aucun espace pour les jambes. Le siège passager était d'ailleurs ajouté en option. La carrosserie faisait appel, comme souvent à l'époque, à une structure en bois et une peau extérieure en métal.
La conception du véhicule relevait d'un profond archaïsme surtout quand on pense que ce modèles était toujours commercialisé sans aucune évolution en 1957 !  L'essuie-glace unique fonctionnait à l'air comprimé utilisant un tuyau d'aspiration partant du collecteur d'admission, le filtre à huile était une option et le refroidissement du moteur reposait sur le principe du thermo-siphon. Une pompe à eau était disponible en option mais uniquement sur certains marchés à l'exportation. Des graisseurs étaient partout. Les phares étaient ceux utilisés sur le tracteur Fordson E27N.

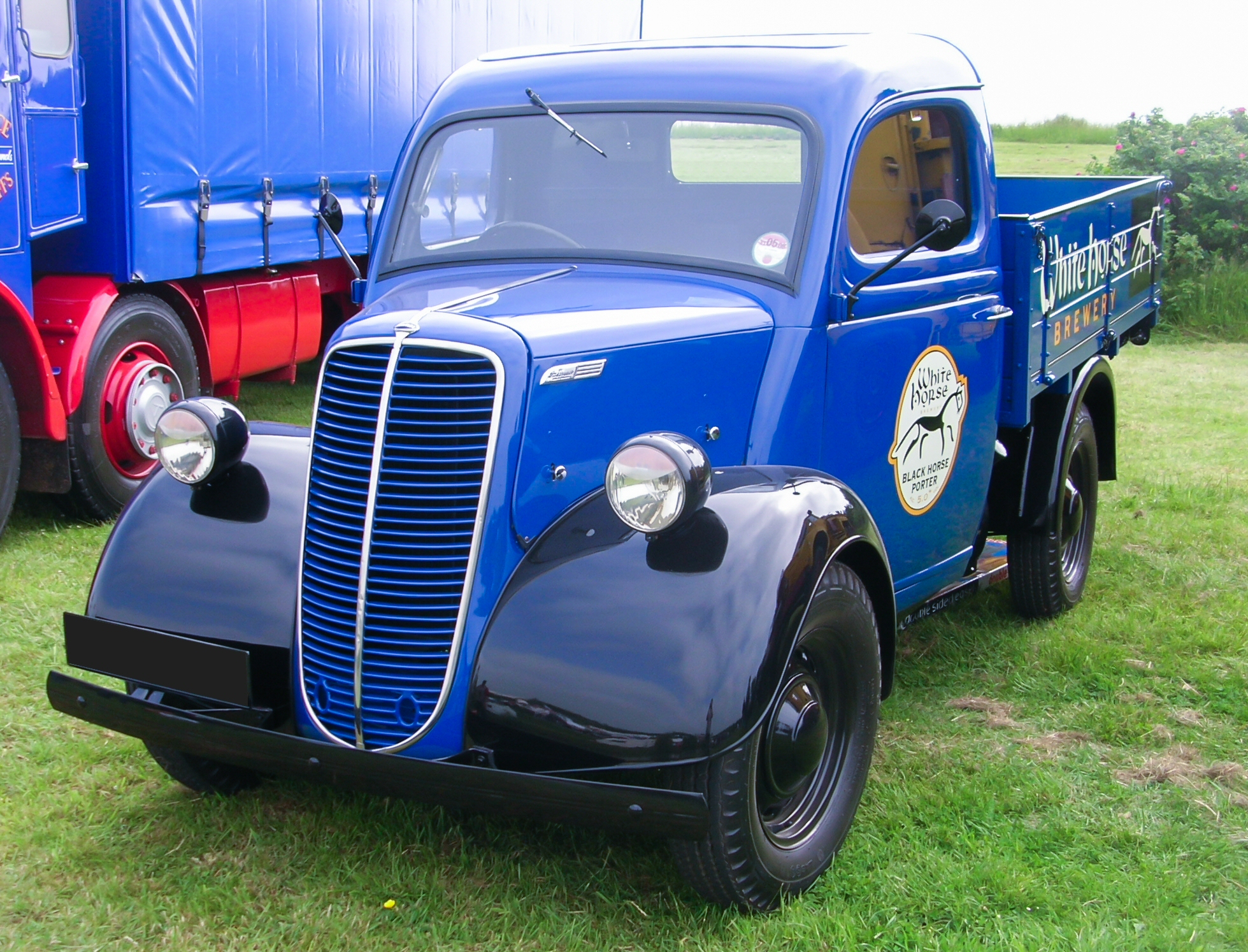
Ford Thames E83W Pick-Up (1957)

Le Ford Thames E83W est souvent considéré comme l'ancêtre du Ford Transit.